# Denny Tamaki
Pour les articles homonymes, voir Tamaki (homonymie).
Denny Tamaki (玉城 デニー, Tamaki Denī), né le 13 octobre 1959 à Yonashiro sur l'île d'Okinawa, est un homme politique japonais. Opposant historique à la présence de bases américaines à Okinawa, il représente la troisième circonscription de l'archipel à la Diète de 2009 à 2018 avant d'être élu gouverneur de la préfecture en septembre 2018.

## Jeunesse et carrière professionnelle
Tamaki est né dans l'ancien village de Yonashiro, aujourd'hui Uruma, sur l'île d'Okinawa. Il est le fils d'une serveuse okinawaïenne, originaire de l'île d'Ie, et d'un marine américain nommé William, qui a quitté l'île peu avant sa naissance et qu'il n'a jamais rencontré,,. Sa mère l'élève seule après avoir détruit toutes les photographies et lettres de son père. Lorsqu'il a dix ans, elle lui fait adopter un prénom japonais, Yasuhiro (康裕). Une fois adulte, il n'est pas parvenu à retrouver son père malgré ses recherches.
Il fait ses études à Tokyo et, après avoir obtenu son diplôme, travaille dans une maison de retraite, puis dans un magasin de décoration d'intérieur, tout en chantant le soir dans des groupes de rock. Il exerce ensuite les métiers d'animateur de radio et de disc jockey à Okinawa pendant treize ans. Il a également été parolier pour des groupes de musique okinawaïens comme le Rinken Band.

## Parcours politique
Tamaki est d'abord élu conseiller municipal de la ville d'Okinawa en 2002. Lors des élections législatives de septembre 2005, il se porte candidat dans la troisième circonscription de la préfecture d'Okinawa pour le compte du Parti démocrate du Japon (PDJ). Il n'arrive cependant que troisième derrière le candidat du Parti libéral-démocrate (PLD) Chiken Kakazu (ja) et la candidate du Parti social-démocrate (PSD) Mitsuko Tōmon. Il se présente à nouveau en août 2009 et remporte l'élection face à Kakazu avec 48,7 % des voix. Tamaki est alors le premier Amérasien à siéger à la Chambre des représentants du Japon. Durant son premier mandat, il fait partie de la commission de la sécurité nationale et préside la commission spéciale d'Okinawa et des Territoires du Nord.
Lors des élections législatives de décembre 2012, Tamaki est candidat à sa réélection sous l'étiquette du Parti du futur du Japon (PFJ). Bien que battu par Natsumi Higa (PLD) dans sa circonscription, il est élu au scrutin proportionnel dans la circonscription de Kyūshū. Il se représente en décembre 2014 avec le soutien du Parti de la vie du peuple (PVP) et reprend son siège à Higa, qu'il devance de vingt points. Réélu en octobre 2017 en tant qu'indépendant, il démissionne le 13 septembre 2018 pour briguer le poste de gouverneur de la préfecture d'Okinawa.
Le 30 septembre 2018, il remporte l'élection gouvernorale avec 80 000 voix d'avance sur son adversaire Atsushi Sakima (ja), ancien maire de Ginowan, qui était soutenu par le PLD au pouvoir. Tamaki, soutenu par l'opposition, succède à Takeshi Onaga, mort en fonction le 8 août, qui s'opposait comme lui à la présence militaire américaine à Okinawa. Selon un sondage du Mainichi shinbun et de la Société de radiodiffusion de Ryūkyū, 84 % des électeurs opposés au déménagement de la base américaine de Futenma à Nago, dans le centre de la préfecture, ont voté pour Tamaki. Toutefois, en tant que gouverneur, ce dernier n'a guère de marge de manœuvre face au gouvernement central pour empêcher la relocalisation de la base.
Le 11 septembre 2022, après une campagne axée sur l'économie, il est réélu gouverneur d'Okinawa avec le soutien de plusieurs partis d'opposition et de Mikiko Shiroma, maire de Naha, battant Atsushi Sakima une seconde fois,,.

## Prises de position
En 2009, il s'oppose au déménagement de la base américaine de Futenma à Nago et, d'une manière générale, à toute installation d'une nouvelle base militaire américaine à Okinawa. Il maintient ces positions lorsqu'il se porte candidat au poste de gouverneur de la préfecture d'Okinawa en 2018 et lorsqu'il sollicite un second mandat en 2022,.
En juin 2019, il suscite la polémique en déclarant qu'il faut « s'abstenir de faire quoi que ce soit qui puisse intentionnellement provoquer » les navires chinois qui s'introduisent dans les eaux territoriales des îles Senkaku, ce que lui reprochent des pêcheurs locaux.
En juillet 2020, après que cent militaires américains stationnés à Okinawa ont été contaminés par la Covid-19 en une semaine, Tamaki met en doute les mesures prises par l'armée américaine pour limiter la diffusion du virus dans ses bases militaires, citant le cas de plusieurs soldats sortis faire la fête à la plage et en ville le 4 juillet.

## Vie privée
Il est marié et père de quatre enfants.

## Résultats électoraux

### Élections législatives
| Année | Parti  | Parti | Circonscription | Voix   | %     | Rang | Issue |
| ----- | ------ | ----- | --------------- | ------ | ----- | ---- | ----- |
| 2005  |        | PDJ   | 3e d'Okinawa    | 40 819 | 23,96 | 3e   | Battu |
| 2009  | 89 266 | PDJ   | 3e d'Okinawa    | 48,72  | 1er   | Élu  |       |
| 2012  |        | PFJ   | 3e d'Okinawa    | 56 711 | 36,06 | 2e   | Battu |
| 2014  |        | PVP   | 3e d'Okinawa    | 89 110 | 59,97 | 1er  | Élu   |
| 2017  |        | SE    | 3e d'Okinawa    | 95 517 | 57,86 | 1er  | Élu   |

### Élections gouvernorales
| Année | Parti   | Parti | Préfecture | Voix    | %     | Rang | Issue |
| ----- | ------- | ----- | ---------- | ------- | ----- | ---- | ----- |
| 2018  |         | SE    | Okinawa    | 396 632 | 55,07 | 1er  | Élu   |
| 2022  | 339 767 | SE    | Okinawa    | 50,84   |       | 1er  | Élu   |